# (2352) Kourtchatov
(2352) Kourtchatov (désignation internationale (2352) Kurchatov) est un astéroïde découvert le 10 septembre 1969 par Lioudmila Tchernykh.
Il a été baptisé en hommage au physicien Igor Kourtchatov.